# Айн Ренд
Аліса Зіновіївна Розенбаум, відома як Айн Ренд (англ. Ayn Rand, МФА: [ˈaɪn ˈrænd], 20 січня (2 лютого) 1905, Санкт-Петербург — 6 березня 1982, Нью-Йорк) — американська письменниця, драматургиня, сценаристка й філософиня російсько-єврейського походження. Авторка бестселерів, засновниця філософської системи «об'єктивізму».

## Біографія

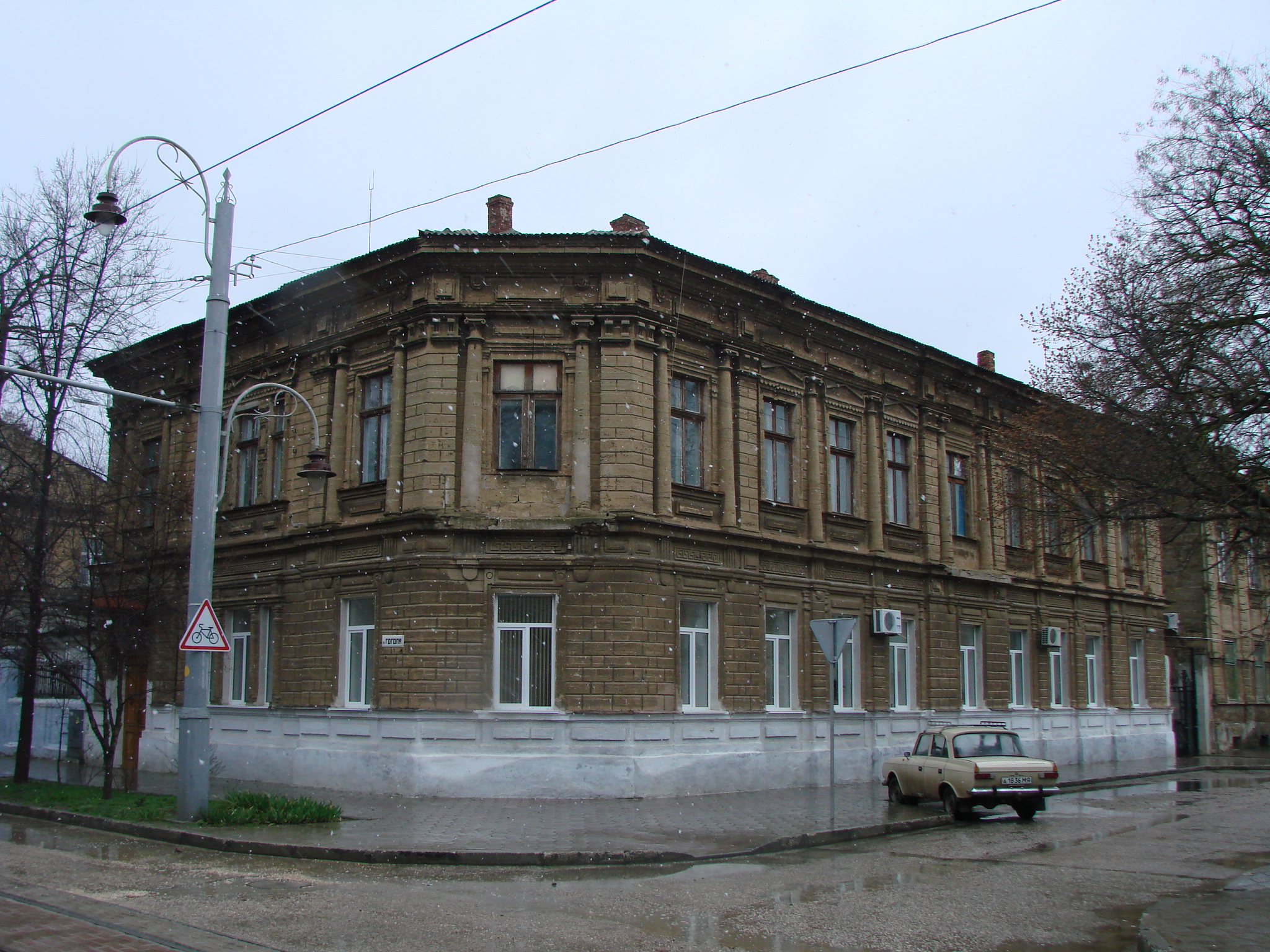
Гімназія Рущинської у Євпаторії, де навчалась Аліса Розенбаум

Аліса Розенбаум народилась у Санкт-Петербурзі 2 лютого 1905 року. Після революції 1917 року сім'я переїхала до Криму, школу Аліса закінчила в Євпаторії.
У 1921 році вступила в Петроградський університет на спеціальність «соціальна педагогіка». Як і більшість інших «буржуазних» студентів, відрахована з університету незадовго до закінчення. Тим не менше, після скарг від групи зарубіжних вчених багатьом з відрахованих студентів було дозволено завершити навчання. Аліса закінчила університет у жовтні 1924.
Емігрувала до США у 1926 році, де працювала помічницею режисера в Голлівуді та була авторкою драми, що ставилася на сцені на Бродвеї в 1935—1936 рр. Потім переїхала до Нью-Йорка, щоб присвятити себе філософії та літературній творчості. Стала відомою як авторка «The Fountainhead» (1943) та найвідомішої праці — філософського роману «Атлант розправив плечі» (англ. «Atlas Shrugged») — надрукований 1957 року. Померла в Нью-Йорку 6 березня 1982 року. Похована на Кенсіконському кладовищі біля свого чоловіка Френка О'Конора (помер у 1979-му).
Спадкоємцем філософських напрацювань Айн Ренд є Леонард Пейкоф, який останні 30 років життя Ренд був її учнем, соратником та другом. Наразі він вважається головним авторитетом її філософії об'єктивізму.

## Погляди
Айн Ренд є основоположницею філософії раціонального індивідуалізму, що протистоїть колективізму. Свої філософські погляди Ренд висловила через ідеал людини-творця, що живе виключно за рахунок своїх творчих здібностей та таланту.
У політиці Айн Ренд була прибічницею необмеженого капіталізму та мінімальної держави, вважала єдиною законною функцією держави захист прав людини (зокрема права власності). Політичні погляди Ренд знайшли відображення в її художніх творах та теоретичних працях, у яких наголошується на особистих правах (разом із приватною власністю) та вільному капіталізмі, що підтримуються конституційно обмеженою державою. Ренд була затятою противницею колективізму та етатизму, разом з фашизмом, комунізмом та соціальною державою. Вона була атеїсткою та підтримувала етичний егоїзм (який вона називала «раціональним інтересом до себе») і так само була проти альтруїзму (який називала «моральним канібалізмом»).
20 жовтня 1947 р. Ренд свідчила в Комісії з розслідування антиамериканської діяльності у зв'язку з фільмом «Пісня про Росію». У своїх показах Ренд оцінила цей фільм як комуністичну пропаганду. У цілому вона вважала, що переслідування у зв'язку з виявом комуністичних поглядів суперечить свободі слова, але при цьому вважала, що держава має право знати, хто є членом партії, що пропагує насильство для досягнення політичних цілей. При цьому вона підтримувала приватні заходи для скорочення проникнення комуністичної ідеології в кіно:

«Принцип свободи слова вимагає … щоб ми не приймали законів, які забороняють [комуністам] висловлювати свої переконання.
Однак, принцип свободи слова не передбачає … що ми зобов'язані давати їм роботу і підтримувати наше власне знищення за наш рахунок.»
Оригінальний текст (англ.)
[The principle of free speech requires … that we do not pass laws forbidding [Communists] to speak.
But the principle of free speech … does not imply that we owe them jobs and support to advocate our own destruction at our own expense.] Помилка: {{Lang}}: текст вже має курсивний шрифт (допомога)

Об'єктивізм Ренд глибоко вплинув на лібертаріанський рух. Девід Нолан, один з основоположників Лібертаріанської партії, заявив, що «без Айн Ренд лібертаріанского руху не існувало б».
Сама Ренд ніколи не вважала себе лібертаріанкою і доволі негативно відгукнулася про цей політичний рух у 1976 році після лекції в Бостоні, відповідаючи на запитання про зайняте положення в Лібертаріанській партії:

«Я не хочу витрачати на це свій час, це дешева спроба отримати популярність. Вони крадуть мої ідеї, змішують їх з цілковитою протилежністю — релігійним фанатизмом, анархізмом та іншими інтелектуальними нісенітницями, які можуть знайти, а потім називають себе лібералістами і претендують на президентське крісло. Це найгірша наруга над ідеями та філософією взагалі.»
 — Бостон, Форум Форд-Голлу, 1976

Зв'язуючи лібертаріанство з анархізмом, Ренд не визнавала, що її цілі та погляди збігаються з цілями лібертаріанців, і не шукала з ними союзу:

«Будь ласка, не кажіть, що вони наслідують мої цілі. Я не прошу і не приймаю допомогу від інтелектуальних виродків. Мені потрібні люди філософськи освічені — люди, які розуміють мої ідеї, розумно відносяться до них і правильно їх перекладають … Я відкидаю жалюгідний лозунг „Ціль виправдовує засоби“ … Ціль не виправдовує засоби — не можна досягти хорошого дурними засобами. Нарешті, лібертаріанці не заслуговують назви „засоби“ для будь-якої цілі, і тим більше, цілей розповсюдження об'єктивізму.»
 — Бостон, Форум Форд-Голлу, 1981

Magnum opus всієї наукової та художньої творчості Айн Ренд є художній фантастичний філософсько-політичний роман у трьох томах «Атлант розправив плечі».
Згідно з даними опитування 1991 року, проведеного Бібліотекою Конгресу США та «Клубом книги місяця», «Атлант розправив плечі» був другою після Біблії книгою, яка призвела до найбільших змін у житті американських читачів. У результаті тримісячного онлайн опитування «100 найкращих книг 20 століття» видавництвом Сучасна Бібліотека в 1998 році роман опинився на першому місці, хоча не був обраний до переліку кандидатів радою авторів та дослідників видавництва. Результати підбивались на основі 217 520 голосів.

### Художні твори

#### Романи
- «Атлант розправив плечі» (Atlas Shrugged, 1957)  — Київ: Наш Формат, 2015.  — 456 c.  — ISBN 978-617-7279-067
- «Чоловік, якого я купила» («The Husband I Bought», 1926) — Харків: Фоліо, 2015.  — 480 c.  — ISBN 978-966-03-7155-2
- «Джерело» (The Fountainhead, 1943)  — Київ: Наш Формат, 2016.  — 752 c.
- «Ми, живі» (We the Living, 1936)  — Київ: Наш Формат, 2021.  — 504 c.  — ISBN 978-617-7863-51-8

#### Інше
- «Вночі 16 січня» (Night of January 16th,1934)
- «Гімн» (Anthem, 1938)

### Публіцистичні твори
- «Для нового інтелектуалу»; For the New Intellectual (1961)
- «Чеснота егоїзму»; The Virtue of Selfishness (1964)
- «Капіталізм: Невідомий ідеал»; Capitalism: The Unknown Ideal (1966)
- «Романтичний маніфест»; The Romantic Manifesto (1969)
- «Нові ліві: контрпромислова революція»; The New Left: The Anti-Industrial Revolution (1971)
- «Вступ до об'єктивістської епістемології»; Introduction to Objectivist Epistemology (1979)
- «Філософія: Кому вона потрібна»; Philosophy: Who Needs It (1982)

## Переклади українською

Українське видання трилогії «Атлант розправив плечі»

- Айн Ренд. «Атлант розправив плечі» у 3 частинах. Переклад з англійської: Артур Переверзєв, Вікторія Стах, Софія Андрухович. Київ: Наш Формат. 2015
  - Айн Ренд. Атлант розправив плечі (1 частина): Несуперечність. Переклад з англійської: Артур Переверзєв, Вікторія Стах. Київ: Наш Формат, квітень 2015. 456 стор. ISBN 9786177279067
  - Айн Ренд. Атлант розправив плечі (2 частина): Або — Або. Переклад з англійської: Софія Андрухович. Київ: Наш Формат, липень 2015. 472 стор. ISBN 9786177279159.
  - Айн Ренд. Атлант розправив плечі (3 частина):  А є А. Переклад з англійської: Софія Андрухович. Київ: Наш Формат, вересень 2015. 480 стор. ISBN 9786177279166.
- Айн Ренд. Чоловік, якого я купила. З ранніх творів. Переклад з англійської: Володимир Горбатько. Харків: Фоліо, 2015. 480 стор. ISBN 978-966-03-7155-2
- Айн Ренд. Джерело. Переклад з англійської: Олена Замойська. Київ: Наш Формат, 2016. 753 стор. ISBN 978-617-7279-55-5